# W88

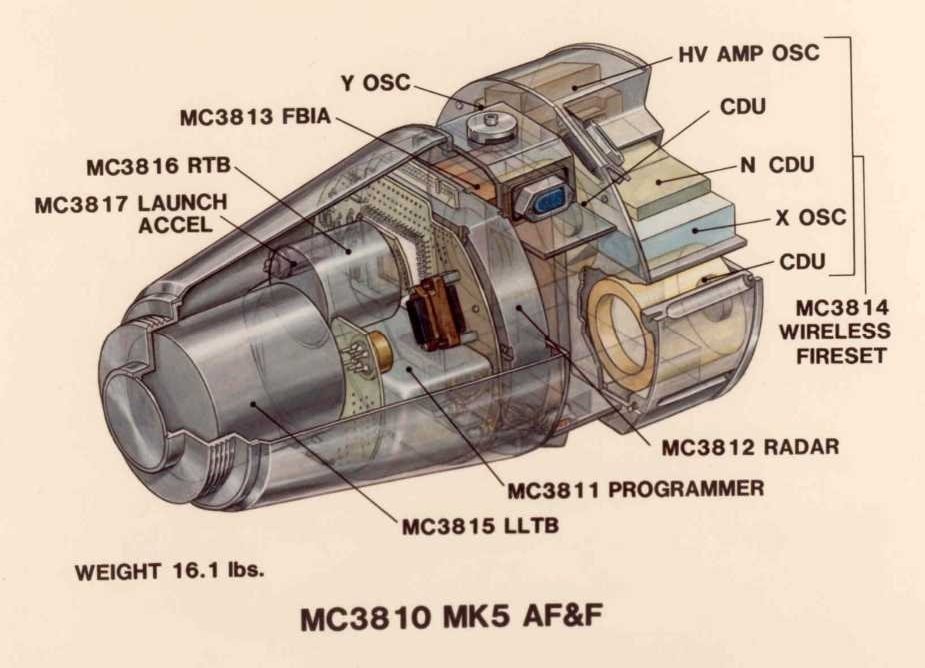
MC3810 Mk5 Система постановки на озброєння, детонатора та запалу, що використовується на W88

W88 — американська термоядерна боєголовка з орієнтовною потужністю 475 кілотонн ТНТ (1 990 ТДж), досить мала, щоб поміститися на ракети з типом РГЧ ІН. Модель W88 була розроблена в Національній лабораторії Лос-Аламоса в 1970-х роках. У 1999 році директор Лос-Аламоса, який очолював її проектування, описав її як «найпередовішу ядерну боєголовку США». Станом на 2021 рік остання версія називається W88 ALT 370, перша одиниця якої надійшла у виробництво 1 липня 2021 року після 11 років розробки. Балістична ракета з підводного човна Trident II (БРПЧ) може бути озброєна до восьми боєголовками W88 (реверсивний пристрій Mark 5) або дванадцятьма боєголовками 100 кт W76 (реверсивний пристрій Mark 4), але обмежена вісьмома боєголовками. Згідно з Договором про скорочення стратегічних наступальних озброєнь.

## Історія
Велика частина роботи над боєголовкою була виконана Національною лабораторією Лос-Аламоса до введення Договору про заборону випробувань у 1976 році. Спочатку передбачалося виробництво від 4000 до 5000 боєголовок, але виробництво було зупинено після рейду ФБР на завод Rocky Flats у листопаді 1989 року. Було розглянуто можливість відновлення виробництва, але програма була припинена в січні 1992 року. Остаточне виробництво склало приблизно 400 боєголовок.

## Конструкторські відкриття
Інформація про W88 передбачає, що це варіація стандартної конструкції Теллера-Улама для термоядерної зброї. У термоядерній зброї, такій як W88, на первинній стадії викликає поділ ядер, на вторинній стадії ядерний синтез, що призводить до основного вибуху. Незважаючи на те, що зброя використовує термоядерний синтез у вторинній частині, більша частина потужності вибухової речовини походить від поділу ядерного матеріалу в первинні, вторинній і корпусі.
У 1999 році газета San Jose Mercury News повідомила, що W88 має яйцеподібну первинну та сферичну вторинну обмотку, які разом знаходяться в радіаційному корпусі, відомому як «арахіс» за свою форму. Чотири місяці потому The New York Times повідомила, що в 1995 році ймовірний подвійний агент з Китайської Народної Республіки надав інформацію про те, що Китай також знав ці подробиці про боєголовку W88, нібито через шпигунство (це напрямок розслідування врешті-решт призвело до невдалого судового процесу над Вен Хо Лі). Якщо ці історії правдиві, це свідчить про варіацію конструкції Теллера-Улама, яка дозволяє мініатюризацію, необхідну для малих багатозарядних боєголовок РГЧ ІН (MIRV; англ. multiple independently targetable reentry vehicle)
Цінність яйцеподібної первинної частини полягає, очевидно, в тому факті, що боєголовка MIRV обмежена діаметром основної частини — якщо яйцеподібну первинну частину можна змусити працювати належним чином, тоді боєголовку MIRV можна зробити значно меншою, але все одно вибух буде високої потужності — боєголовка W88 здатна видавати до 475 кт із довжиною спускового апарату приблизно 1500 мм і діаметром основи 460 мм, тоді як фактичний фізичний пакет становить 890 мм завдовжки. За різними оцінками, боєголовка має вагу 175 кг, 180 кг і 360 кг. Менша боєголовка дозволяє більшій кількості з них розміститися на одній ракеті та покращує основні характеристики польоту, такі як швидкість і дальність.
Розрахунки для несферичного первинного ступеню, очевидно на порядки складніші, ніж для сферичного первинного. Сферично симетричне моделювання є одновимірним, тоді як осесиметричне моделювання є двовимірним. Моделювання зазвичай поділяє кожен вимір на окремі сегменти, тому одновимірне моделювання може включати лише 100 точок, тоді як таке ж точне двовимірне моделювання потребує 10 000. Ймовірно, це було б причиною того, що вони були б бажаними для такої країни, як Китайська Народна Республіка, яка вже розробила власну ядерну та термоядерну зброю, особливо тому, що вони більше не проводили ядерні випробування, які могли б надати цінну конструкторську інформацію. 

## Схема бойової частини ракети Trident 2
Боєголовка W88 для ракети Trident II спроектована за схемою Теллера-Уляма.

Принципова схема бойової частини W88 ракети Trident II

- 1. Первинний пусковий заряд («тригер»)
- 2. Вторинний заряд
- 3. «Корпус-штовхач»: корпус капсули, за формою схожий на арахіс, який спрямовує рентгенівські промені від первинного заряду до вторинного
- 4. Поропласт-наповнювач «корпусу-штовхача»; в оригіналі «генератор плазми»
- 5. Ємність з тритієм (підсилювач первинного заряду: змінюючи кількість тритію, що подається до центру первинної збірки, — змінюється енергетичний вихід як первинного заряду, так і всього боєприпасу)
  - A. Ініціюючий заряд вибухівки
  - B. Плутоній-239
  - C. Тритій і дейтерій
  - D. Дейтерид літію-6
  - E. Ініціатор з урану-235
  - F. Обжимаючий заряд з урану-235
  - G. Корпус з урану-238

Зброя містить матеріал Fogbank. Хоча її точна природа засекречена, вважається, що Fogbank є матеріалом з піни або аерогелю, який використовується в проміжній частині зброї.

## Дивись також
- Термоядерна зброя
- UGM-133 Trident II
- Роздільна головна частина з блоками індивідуального наведення